# Douglas (Georgia)
Douglas è una città degli Stati Uniti d'America, situata nello Stato della Georgia e in particolare nella contea di Coffee, della quale è il capoluogo.